# Nepterotaea marjorae
Nepterotaea marjorae är en fjärilsart som beskrevs av Frederick H. Rindge 1973. Nepterotaea marjorae ingår i släktet Nepterotaea och familjen mätare. Inga underarter finns listade i Catalogue of Life.